# Momentos (álbum de Luiza Possi)
Momentos é a primeira coletânea da cantora e compositora brasileira Luiza Possi, foi lançada em 12 de junho de 2015 pela LGK Music, nesta coletânea está inclusa as canções mais pedidas pelo seu público em seus shows, hits que foram trilhas de novelas, como "Tudo Que Há de Bom", "Dias Iguais", "Folhetim", "Escuta" e "Cacos de Amor".

## Faixas
| N.º            | Título                                                  | Compositor(es)                                      | Duração  |  |
| 1.             | "Eu, Não (No Voy a Ser Yo)"                             | Jorge Drexler, Kevin Johansen / Versão: Moska       | 3:50     |  |
| 2.             | "Tudo Que Há de Bom (Traveling Alone)"                  | Tony Rich / Versão: Tavinho Paes                    | 3:31     |  |
| 3.             | "Tudo Certo"                                            | Dudu Falcão                                         | 4:28     |  |
| 4.             | "Coração de Papel"                                      | Sérgio Reis                                         | 4:45     |  |
| 5.             | "Dias Iguais (How Do You Feel Tonight)"                 | Bryan Adams, Phil Thornalley / Versão: Rick Bonadio | 3:45     |  |
| 6.             | "Eu Espero"                                             | Luiza Possi, Dudu Falcão                            | 4:20     |  |
| 7.             | "Folhetim"                                              | Chico Buarque                                       | 3:53     |  |
| 8.             | "Maneiras"                                              | Sylvio da Silva                                     | 4:14     |  |
| 9.             | "Não Diga Que Eu Não Te Dei Nada"                       | Moska                                               | 3:01     |  |
| 10.            | "Cacos de Amor" (Part. Zizi Possi)                      | Luiza Possi, Dudu Falcão                            | 3:58     |  |
| 11.            | "Calling You / Quase Um Segundo" (Part. Herbert Vianna) | Bob Telson / Herbert Vianna                         | 5:14     |  |
| 12.            | "Escuta"                                                | Ana Carolina                                        | 3:15     |  |
| 13.            | "Gandaia das Ondas / Pedra e Areia"                     | Lenine, Dudu Falcão                                 | 4:14     |  |
| 14.            | "Um Pequeno Imprevisto"                                 | Herbert Vianna, Thedy Corrêa                        | 2:57     |  |
| 15.            | "Ainda é Tudo Seu" (Part. Thiaguinho)                   | Luiza Possi, Jhama                                  | 3:58     |  |
| Duração total: | Duração total:                                          | Duração total:                                      | 00:59:13 |  |

## Histórico de lançamento
| País   | Data                | Formato | Gravadora                                         |
| ------ | ------------------- | ------- | ------------------------------------------------- |
| Brasil | 12 de junho de 2015 | CD      | LGK Music, sob distribuição do selo Radar Records |